# Śluza Katedralna
Śluza Katedralna (Jaz Katedralny, niem. Dom Schleuse) – ufortyfikowany obiekt hydrotechniczny Twierdzy Poznań wzniesiony nad rzeką Cybiną w latach 1834–1839, przebudowywany po połowie XIX wieku. Zachowany do dziś zabytkowy przyczółek zachodni, położony na Ostrowie Tumskim, wchodzi w skład kompleksu Bramy Poznania ICHOT oraz Traktu Królewsko-Cesarskiego w Poznaniu.

## Kontekst budowy
Poznań włączony po 1815 roku ponownie w granice Królestwa Prus zyskał na znaczeniu militarnym ze względu na swe strategiczne położenie. Bliskość granicy z Rosją przebiegającej w odległości niecałych 70 km, lokalizacja na trasie prowadzącej w stronę Berlina i centralne położenie względem naturalnych barier na osi  północ-południe (między Sudetami, a Bałtykiem) wpłynęły na decyzję pruskich władz wojskowych o wzniesieniu tutaj twierdzy, jednej z największych w Prusach.
Motywacją budowniczych był także zamiar podkreślenia dominacji nad miastem, zamanifestowania potęgi państwa i wywarcia presji na ludności polskiej. Z inicjatywy ówczesnego Szefa Sztabu Generalnego gen. Karla von Grolmana rozpoczęto w 1828 roku budowę twierdzy poligonalnej. Prace trwały ponad 40 lat i zaowocowały powstaniem pierścienia fortyfikacji okalającego niemal całe miasto. 
Jednym z głównych kompleksów fortyfikacyjnych twierdzy była Cytadela Tumska czyli umocnienia obszaru Ostrowa Tumskiego, powstałe w latach 1856–1862. W skład zespołu umocnień wchodziła m.in. Śluza Katedralna wzniesiona nad Cybiną w latach 1834–1839 i przebudowywana po połowie XIX wieku.

## Budowa i przeznaczenie
Obiekt był jedną z kilku tego typu budowli hydrotechnicznych funkcjonujących w ramach poznańskiej twierdzy. Celem inwestycji, oprócz zapewnienia wojsku komunikacji przez Cybinę, było stworzenie możliwości spiętrzenia wód rzeki i zalania obszaru na przedpolu umocnień. Kompleks składał się z dwóch ufortyfikowanych przyczółków (wschodniego i zachodniego) połączonych murowanym mostem o rozpiętości 55,88 m, złożonym z 9 sklepionych przęseł.  
W ceglanych filarach znajdowały się pionowe prowadnice umożliwiające opuszczanie do rzeki drewnianych zastaw złożonych z belek, tzw. szandorów. Skutkować to miało spiętrzeniem wód Cybiny i zalaniem obszaru na wschodnim przedpolu Cytadeli Tumskiej pomiędzy Śródką, a Berdychowem, celem utrudnienia działań nieprzyjacielowi. Obiekt nie został nigdy wykorzystany w działaniach militarnych zgodnie z przeznaczeniem.

## Dalsze losy obiektu
Most wraz z przyczółkiem wschodnim rozebrano w latach 1919–1921. Likwidacja mostu miała zapobiec m.in. samoistnym zalewom powodowanym przez krę dostającą się zimą między przęsła. 

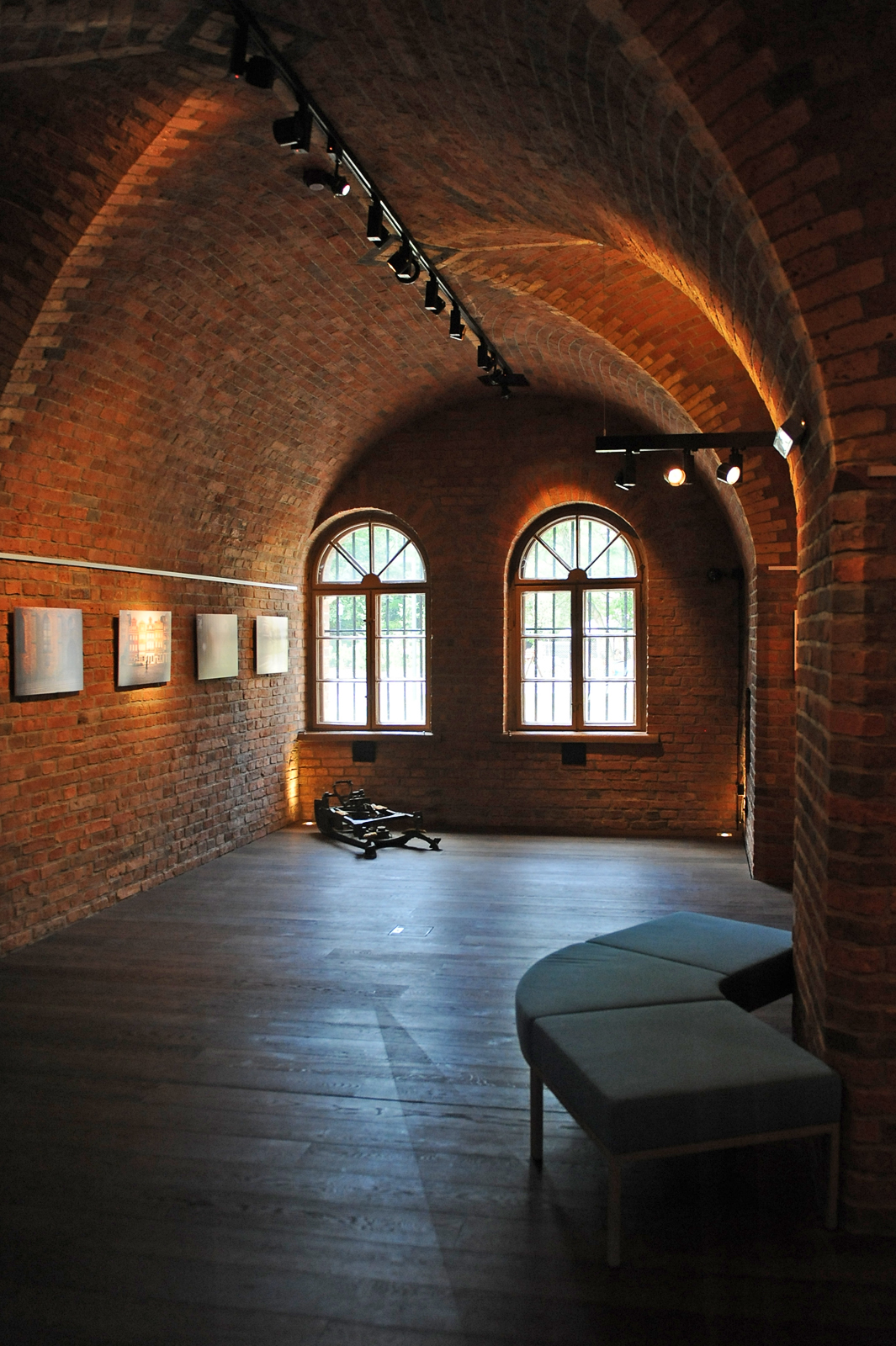
Śluza Katedralna w Poznaniu – wnętrze na poziomie 0, pomieszczenie północne

Zachowano przyczółek zachodni, który w latach dwudziestych XX wieku został odstąpiony przez magistrat miasta Poznania archidiecezji poznańskiej, a także odcinek muru z otworami strzelniczymi biegnący w kierunku południowym wzdłuż rzeki. 
W obiekcie utworzono mieszkania, po II wojnie światowej zajmowane m.in. przez rodzinę Strugarków z Ostrowa Tumskiego, a także pomieszczenia użytkowane przez lokalnych rzemieślników. Później budynek udostępniony został Muzeum Archidiecezjalnemu na potrzeby magazynowe.

## Stan obecny
Pozostałości obiektu zachowały się w dobrym stanie. Po remoncie włączone zostały w skład kompleksu Bramy Poznania ICHOT. Budynek śluzy połączony jest kładką z głównym budynkiem Bramy Poznania. 

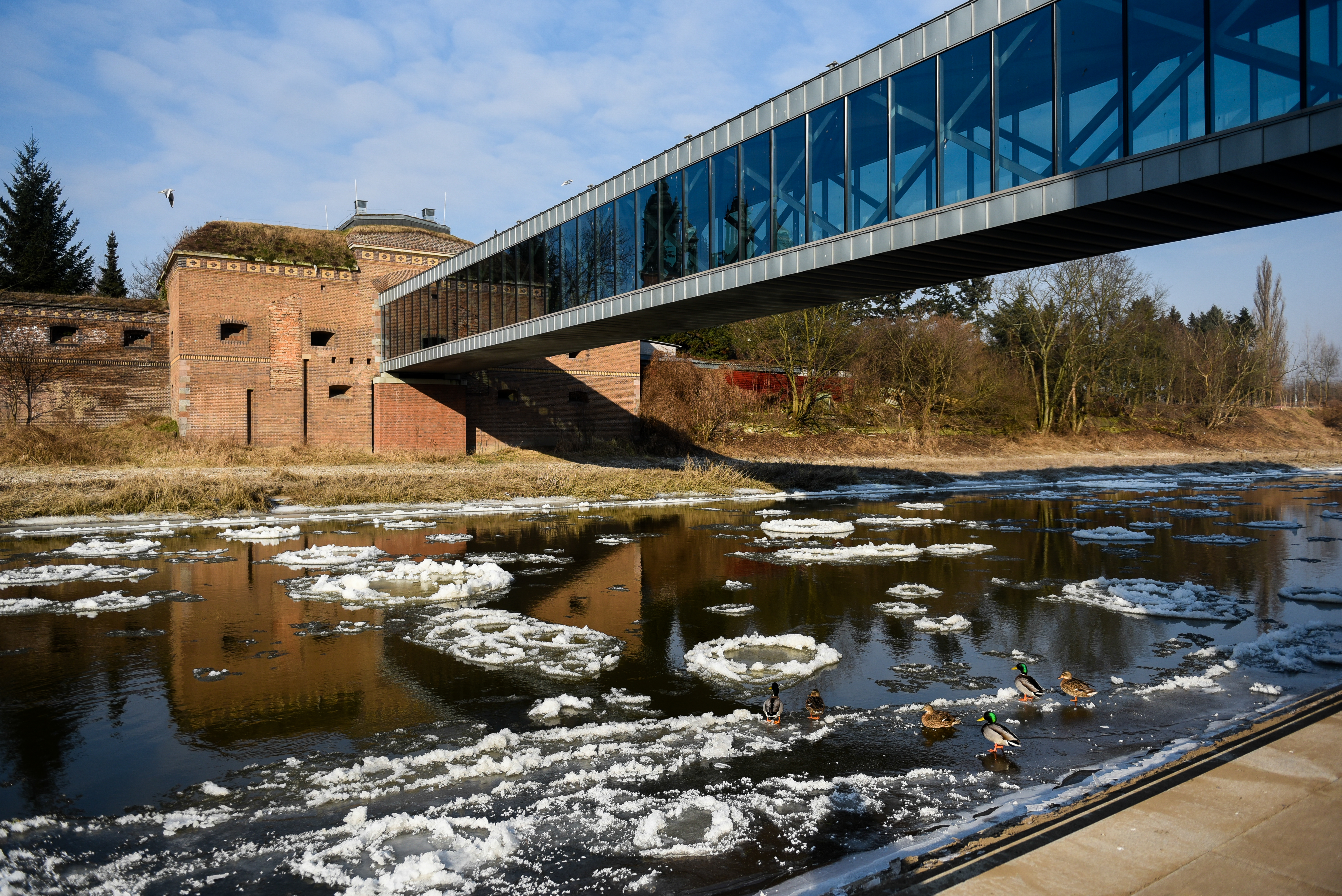
Śluza Katedralna w Poznaniu widziana z amfiteatru Brama Poznania ICHOT zimą

We wnętrzu zachowały się oryginalne ceglane mury i sklepienia. Obiekt wpisany jest do rejestru zabytków nieruchomych miasta Poznania (numer rejestru A-5, data wpisania: 16 kwietnia1966).  Na zachowane wyposażenie składają się m.in. otwory strzelnicze z zachowanymi kratami okiennymi, metalowe obręcze służące do mocowania lawet armatnich, oryginalny żłób kamienny czy drewniane główne wrota (z okuciami i zasuwami). Zachował się także chroniący przed ostrzałem artyleryjskim nasyp ziemny pokrywający górne stropy budynku, a także dobudowany od południowej strony przyczółka fragment muru Carnota.
W zachodnim przyczółku śluzy została otwarta Galeria Śluza. Jej przestrzeń służy organizacji wystaw czasowych oraz funkcjonuje jako punkt recepcyjny.